# Kalliojärvi (sjö i Kajanaland, lat 64,00, long 28,93)
Kalliojärvi är en sjö i Finland. Den ligger i kommunen Sotkamo i landskapet Kajanaland, i den centrala delen av landet, 500 km nordost om huvudstaden Helsingfors. Kalliojärvi ligger 159,4 meter över havet. Arean är 77,6 hektar och strandlinjen är 6,84 kilometer lång. Sjön  ingår i Uleälvens huvudavrinningsområde.   I omgivningarna runt Kalliojärvi växer i huvudsak barrskog.
I övrigt finns följande i Kalliojärvi:
- Kalliojärvensaari (en ö)